# アルフレド・オッタビアーニ
アルフレド・オッタビアーニ（伊: Alfredo Ottaviani, 1890年10月29日-1979年8月3日）は、イタリア出身のローマ・カトリック教会の枢機卿。1959年から1968年にかけてローマ教皇庁の聖務聖省秘書官として仕え、それが教理省に再編されてからはその長官代理を1968年1月まで務めた。
オッタビアーニは当時の教会の主要人物であり、第2バチカン公会議では有数の保守派の発言者であった。

## 生い立ち
オッタビアーニはローマで生まれ、父はパン屋であった。トラステベーレのキリストの兄弟学校、そして、教皇庁立ローマ神学校と教皇庁立ローマン・アテナウム・アポリネアで学び、哲学、神学、教会法の3つの博士号を取得した。1916年3月18日に司祭に叙階された。

## 聖務聖省
1953年1月12日、教皇ピオ12世によって彼は教皇庁聖務聖省の秘書官と助祭枢機卿に任命された。 
1959年11月7日、彼は聖務聖省の秘書官としてバチカンの主要な教義上の保護者に指名された。1962年4月5日にはベロエア（Berrhoea）の名義大司教に任命されて、同年4月19日に教皇ヨハネ23世により司教叙階を受けた。
彼は第2バチカン公会議（1962～1965）の間の教皇庁における保守派のリーダーで、聖霊修道会のマルセル・ルフェーブル大司教らと働いた。会議の予備のセッションの終わりの間、オッタビアーニは宗教の自由というテーマについてオーギュスタン・ビー枢機卿と白熱した議論を闘わせた。オッタビアーニは政教分離と全ての宗教に平等の権利を与えることに反対する一方で、可能な時は非カトリックの宗教の公の場での表明を抑制するという宗教的寛容を支持した。彼らの対立は激化し、アーネスト・ルッフィーニ枢機卿が介入しなければならなかった程であった。そして、そのような「重大な議論」に対する彼の失望を指摘した。オッタビアーニはまた典礼についての議論と黙示録の出典についての議論で、それらが聖書と聖伝によって理解されると主張した。 
ドイツのヨゼフ・フリングス枢機卿により、彼の早急な会議のための運動は反対された。フリングスは、当時司祭であり後に教理省長官と教皇ベネディクト16世となるヨゼフ・ラッツィンガーの助言を受けていた。 
オッタビアーニは、ジョバァンニ・バティスタ・モンティーニが教皇パウロ6世として選出された1963年のコンクラーヴェに参加した枢機卿の一人であった。彼はコンクラーヴェの間、首席助祭枢機卿（Protodeacon）でもあった。そして、6月30日に彼は選挙結果を発表しモンティーニに教皇冠を授ける名誉に与った。 
1965年に聖務聖省が教理省に再編・改称されると、オッタビアーニは長官代理に指名された。彼は1967年6月26日に司祭枢機卿に昇進し、1968年1月6日に長官代理を辞任した。

## 新しいミサの批判的研究
1969年9月25日、オッタビアーニ枢機卿とアントニオ・バッチ枢機卿は、新しいミサ（ラテン語: Novus Ordo Missae）と新しい「ローマ・ミサ典礼書の総則」（ラテン語：Institutio Generalis）を批判したルフェーブル大司教の指導による神学者グループの研究（ミサの新規定の批判的研究、英語：The Critical Study of the New Order of Mass）を支持し、教皇パウロ6世宛に手紙を書いた。なお、ミサ典礼書の改訂の2つの部分は同年の4月3日に公布されたが、実際に完全に出たのは1970年のことであった。この手紙は『新しいミサの批判的研究』（オッタビアーニの介入）としてローマ典礼のミサの改訂の反対への支持として知られている。